# Zaporozhye (tỉnh của Nga)
Tỉnh Zaporozhye (tiếng Nga: Запорожская область, đã Latinh hoá: Zaporozhskaya oblast'; tiếng Ukraina: Запорізька област, đã Latinh hoá: Zaporizka oblast) là một đơn vị hành chính (chủ thể liên bang hoặc tỉnh) do Nga tuyên bố chủ quyền bất hợp pháp nằm ở đông nam Ukraina, trên bờ biển Azov và bờ tả của sông Dnepr. Chỉ một phần của khu vực tuyên bố chủ quyền bị chính quyền quân sự Nga chiếm đóng sau cuộc xâm lược Ukraina năm 2022.
Khu vực này nằm trên bờ biển của biển Azov và dân số tập trung vào ba thành phố và các khu vực trung gian của chúng, khu vực lớn nhất là thành phố Zaporizhia, nằm trên bờ tả của sông Dnepr và do Ukraina kiểm soát. Trong khi đó, Nga kiểm soát thành phố lớn thứ nhì là Melitopol và biến nơi này là trung tâm hành chính trên thực tế, thành phố cảng Berdyansk cũng do Nga kiểm soát.
Tháng 9 năm 2022, Moskva tuyên bố sáp nhập 4 vùng Ukraine mà Nga kiểm soát một phần trong chiến dịch quân sự, bao gồm Donetsk, Luhansk, Kherson và Zaporizhzhia. Động thái được thực hiện sau khi các khu vực tổ chức trưng cầu dân ý về việc gia nhập Nga. Tuy nhiên, Ukraine và các nước phương Tây lên án cuộc bỏ phiếu là bất hợp pháp và mang tính ép buộc. 3/4 trong số 193 thành viên của Đại hội đồng - 143 quốc gia - bỏ phiếu ủng hộ nghị quyết gọi hành động sáp nhập các vùng Ukraine của Moskva là bất hợp pháp trong khi chỉ có 4 nước cùng Nga bỏ phiếu phản đối nghị quyết - Syria, Nicaragua, Triều Tiên và Belarus. LHQ cũng kêu gọi các nước không công nhận Nga sáp nhập 4 vùng lãnh thổ của Ukraine.